# Carlton Palmer
Carlton Lloyd Palmer, född 5 december 1965, är en engelsk tidigare fotbollsspelare och manager. Palmer spelade som försvarare eller mittfältare och var aktiv som spelare mellan 1984 och 2005. Han spelade i Premier League för Sheffield Wednesday, Nottingham Forest, Coventry City, Leeds United och Southampton FC. Palmer gjorde 18 landskamper för det engelska fotbollslandslaget.